# Martellidendron hornei
Martellidendron hornei är en enhjärtbladig växtart som först beskrevs av Isaac Bayley Balfour, och fick sitt nu gällande namn av Martin Wilhelm Callmander och Chassot. Martellidendron hornei ingår i släktet Martellidendron och familjen Pandanaceae. IUCN kategoriserar arten globalt som sårbar.
Artens utbredningsområde är Seychellerna. Inga underarter finns listade.